# 绍约姆·拉斯洛
绍约姆·拉斯洛（匈牙利語：Sólyom László，發音：[ˈʃoːjom ˈlaːsloː]；1942年1月3日—2023年10月8日），匈牙利政治家，在2005年6月7日举行的总统选举中战胜匈牙利社会党候选人西利·卡塔琳，於2005年8月5日至2010年8月5日擔任总统。

## 生平

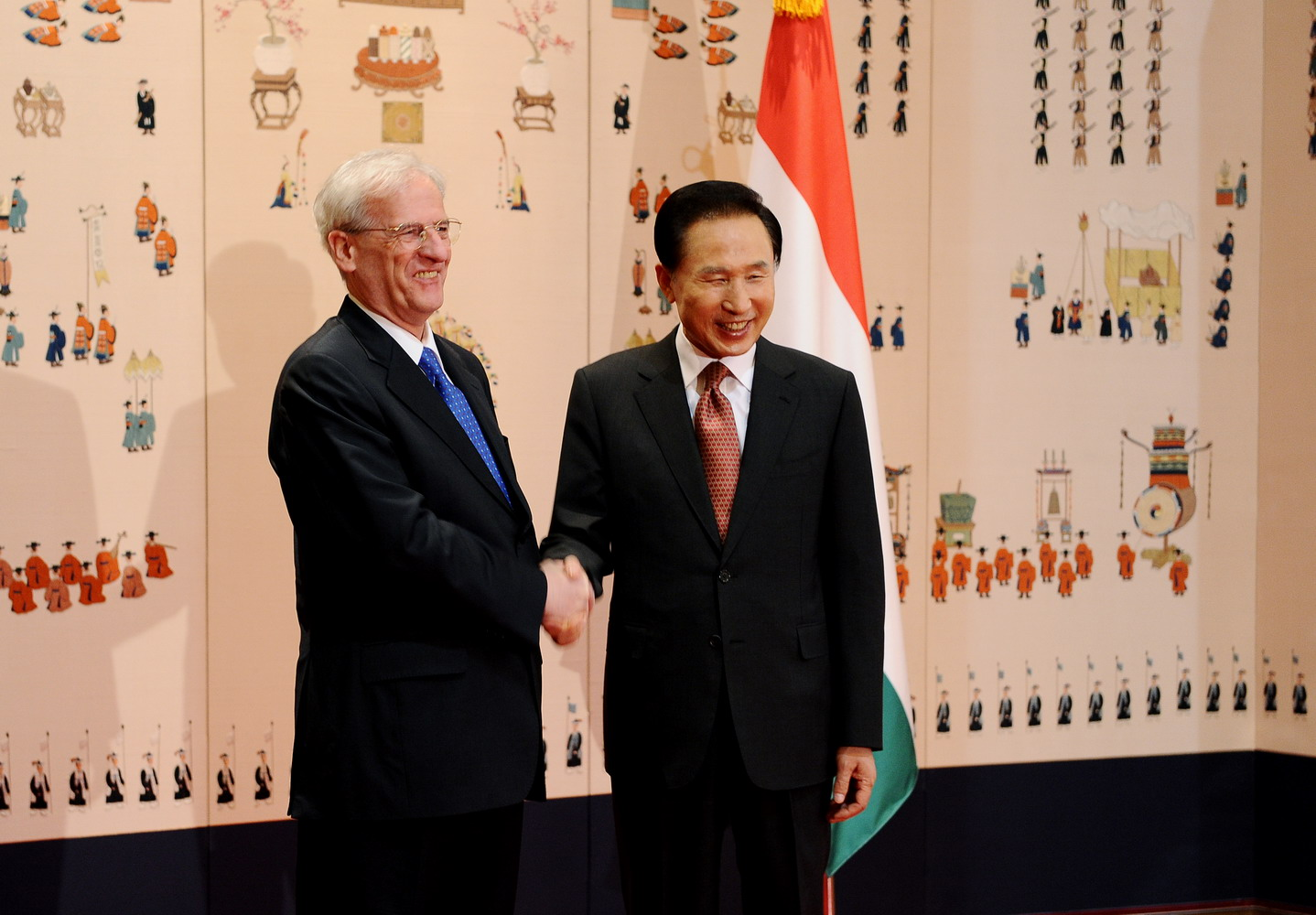
2009年12月1日，绍约姆访问韩国，在青瓦台会见韩国总统李明博

绍约姆生于匈牙利南部城市佩奇。1965年在佩奇大学国家和法律系毕业，1969年至1983年间曾在匈牙利科学院和国会图书馆工作；后来前往布达佩斯的大学和法律学院从事教学工作：1983年受聘于罗兰大学，1996年转往帕兹曼尼·彼得天主教大学，2002年再转往一家德语大学。他亦曾在德国耶拿工作3年。
他的政治生涯在1980年代后期展开，当时他为一些民办组织和环境机构担任法律顾问。他协助创办了一个环保团体，并在一些环保议题，如反对大毛罗什大坝的兴建上扮演重要角色。他也是政党匈牙利民主论坛的创办人之一，在反对党与共产党的谈判中代表该党出席，并促成了匈牙利议会民主制度的建立。1989年，他短暂成为论坛的执行委员。
同年他获选为匈牙利宪法法院副院长，并因此离开政党政治。1990年获升为院长后一直担任该职位至1998年。在这段时间里，宪法法院为匈牙利的民主奠下了基础。作为院长的绍约姆也大力推动死刑的废除、信息、言论和思想自由的保护以及宪法对同居同性恋者的保障。这使匈牙利宪法法院在国际间获得普遍的赞誉。
完成在宪法法院的9年任期后，他重新开始教学事业，并在2000年创建环境和民权组织。在2005年举行的总统选举中获反对党青年民主主义者联盟－匈牙利公民联盟和匈牙利民主论坛，以及在执政联盟之中的自由民主主义者联盟支持，成功当选。
2023年10月8日，紹約姆逝世，享年81歲。

## 个人生活
绍约姆的妻子纳吉·伊丽莎白在2008年1月29日逝世，两人育有一子一女。
绍约姆会说德语、英语和法语。